# Ramón Fos Adelantado
Ramón Fos Adelantado (Segorbe, Castellón, 1891 - Casas Bajas, Valencia, 1936) fue un clérigo español, párroco de la iglesia de San Bernabé en Corcolilla (Valencia), perteneciente entonces a la diócesis de Segorbe (Castellón), asesinado al comienzo de la guerra civil española (1936-1939).
Fue uno de los 4184 sacerdotes asesinados en la zona del Frente Popular, víctima de la persecución religiosa desatada en España contra la Iglesia católica.

## Biografía
Nació en Segorbe (Castellón) en enero de 1891 y fue bautizado en la parroquia de Santa María de esta ciudad. Desconocemos los datos referentes a su filiación, pues los libros de Bautismo y la inscripción de nacimiento en el Registro Civil de Segorbe en este tiempo fueron destruidos o desaparecieron. Cursó sus estudios en el seminario diocesano de Segorbe (Castellón), siendo ordenado sacerdote en el mes de junio de 1915, pontificando en Segorbe don Luis Amigó Ferrer (1913-34).
Seguidamente fue destinado a ocupar distintos cargos, siendo coadjutor de Montán, Cárrica y Soneja (Castellón). Posteriormente fue ecónomo en Casas Altas, en el Rincón de Ademuz (Valencia) y párroco de Corcolilla (Valencia). 
Existen pocos testimonios acerca de su vida como párroco; sin embargo, se le define como «humilde en el concepto de sí mismo, distinguiéndose por su carácter jovial, afable y caritativo, lo que le mereció el cariño y respeto de cuantos le trataban, bien católicos, bien indiferentes y aun anticatólicos».
- Precedentes

Al comenzar la guerra civil española, y en previsión de la persecución religiosa que se avecinaba, decidió dejar Corcolilla, dirigiéndose a Casas Altas, donde poseía familiares y amigos que podrían protegerle. De hecho, un hermano suyo -don Antonio Fos Adelantado, maestro de profesión-, estaba casado con doña Piedad Valentín Lahuerta, natural de dicha población.
Estuvo oculto en unas casas del rento de Benarruel, una propiedad rústica ubicada en el término de Santo Domingo de Moya (Cuenca), por encima de Negrón (Vallanca), que era propiedad de  Eusebia Sánchez Pomares y de su esposo, José Cabañas, veterinario. Según testimonio de Felipe Férriz Adalid (Negrón-Vallanca, 1935), hijo de Eleuterio Férriz Sánchez y de Victoria Adalid Orero, uno de los dos matrimonios que había de renteros en Benarruel cuando la guerra, allí estuvo un hombre escondido: … parece que iba de huida, llevaba un perrito con él y se escondió en unas casetas de los de Casas Altas que había por allí, donde dormía… Sí, el hombre entraba y salía, pero en cuanto sentía al perro ladrar se escondía… (…). Los de Vallanca iban buscándolo (…). Pero otro día vinieron los de Ademuz que se enterarían y para ellos fue la fiesta, pues lo cogieron y lo aviaron….
- Detención y asesinato

Según el testimonio de los hermanos César (Casas Bajas, 1931) y Ambrosio Muñoz Aguilar (Casas Bajas, 1939), nietos de Mariano Muñoz Blasco y Petra Blasco Luz, propietarios en el rento de Barrachina, cuando comenzó la guerra, sucedió que sus abuelos estaban trillando, cuando llevaron un cura al rento: El grupo que lo llevaba venía de Benarruel y esa parte del Pinar Llano… Allí fue donde lo cogieron; (…). Lo cogieron porque lo denunció un pastor de Casas Bajas (…), que dijo dónde estaba escondido. (…), obligaron a la abuela Petra a que les preparara algo de comer y allí estuvieron comiendo y bebiendo lo que quisieron. La abuela aún le dio de beber al sacerdote, pues el hombre pedía agua, pero los que le llevaban no le querían dar… Después, mientras comían, los que lo llevaban pretendían que el cura comiera: <¡Venga, come tú también…! –le decían de malos modos-. Pero el hombre respondía: <¡Cómo voy a comer, con lo que me espera…!>. El abuelo Mariano terció varias veces ante los que lo llevaban: <¡Va, dejar al hombre y olvidaros del asunto!>. Pero ellos respondían: <¿Aún le defiendes…? ¡A ver si te llevamos a ti también! Después se fueron con el cura y ya fuera del rento, en el camino que conduce a Casas Bajas, lo mataron. Desde el rento oyeron uno o dos tiros y los abuelos pensaron: <¡Ya se lo han cargao…!>. Sí, ya fuera del rento, en el término de Casasbajas. Lo mataron en el camino, (…), en la partida de los Aljezares (…). Y de Casas Bajas mandaron gente para enterrarlo. Tuvieron que cavar duro, porque es terreno pedregoso. Lo enterraron en la parte de abajo del camino, junto a una peña, por donde pasaba antes el camino. Dicen si pusieron en la fosa un lecho de romeros y envolvieron el cuerpo con una manta. Luego lo cubrieron con más matas y le pusieron tierra y piedras encima… Cuando terminó la guerra fue la familia y se hizo cargo del cuerpo. (…) luego pusieron una cruz de madera, y allí ha estado desde entonces; todavía puede verse en un lado del camino. Está muy vieja, carcomida y medio caída por el tiempo transcurrido. Pero en cierta ocasión que pasé por allí vi que alguien le había puesto un ramo de flores....
- Primer enterramiento e inhumación definitiva

Por decisión del Comité Revolucionario de Casas Bajas (Valencia) lo enterraron en el mismo lugar donde lo mataron, y allí estuvo toda la guerra. Cuando murió, don Ramón Fos Adelantado tenía 45 años. Al finalizar la contienda civil, los familiares fueron al lugar del enterramiento, exhumaron sus restos y los llevaron a Casas Altas, en cuyo cementerio fue solemnemente sepultado el 6 de agosto de 1939. Sin embargo, ni en los libros del Registro Civil ni en los de Defunción de la Iglesia parroquial de la Santísima Trinidad figura ninguna reseña del enterramiento.

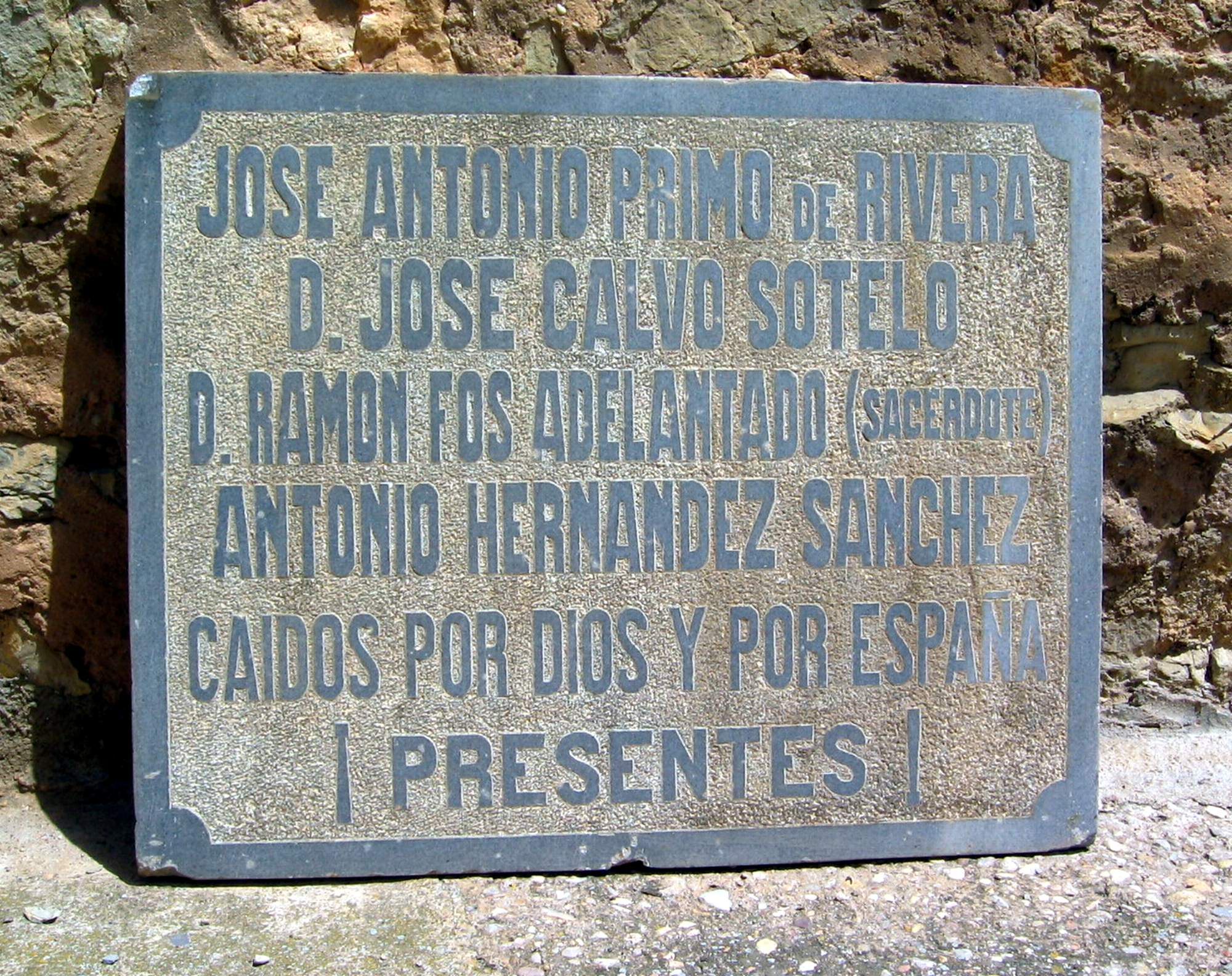
Detalle de la placa que hubo en la fachada de la parroquia de Casas Bajas, en la que se recoge el nombre de Ramón Fos Adelantado, sacerdote asesinado en 1936.

## Otros clérigos víctimas de la guerra civil
Además de Ramón Fos Adelantado, en la zona del Rincón de Ademuz y entorno comarcal fueron asesinados otros sacerdotes, entre los que se hallan: Blas Mañes Palomar (1869-1936), natural de Alcublas (Valencia), rector de la Iglesia Arciprestal de San Pedro y San Pablo de Ademuz (Valencia), que fue muerto en  La Huérguina (Cuenca) y Agustín Navarro Zapata (1871-1936), natural de Fuentelespino de Moya (Cuenca), párroco de Henarejos (Cuenca), que fue muerto en el rento de Benarruel, zona inmediata a Negrón, aldea de Vallanca (Valencia).